# Penstemon labrosus
Penstemon labrosus là một loài thực vật có hoa trong họ Mã đề. Loài này được (A. Gray) Hook. f. mô tả khoa học đầu tiên năm 1884.